# 奥布河畔奥布皮埃尔
奧布河畔奥布皮埃尔（法語：Aubepierre-sur-Aube，法語發音：[ob.pjɛʁ syʁ ob]）是法国上马恩省的一个市镇，属于肖蒙区。

## 地理
奥布河畔奥布皮埃尔（47°54'54"N, 4°56'6"E）面积43.1 平方千米，位于法国大東部大區上马恩省，该省份为法国东北部内陆省份，北起马恩省和默兹省，西接奥布省，西南接科多尔省，东南接上索恩省，东临孚日省。
与奥布河畔奥布皮埃尔接壤的市镇（或旧市镇、城区）包括：欧容河畔日耶、奥布河畔鲁夫尔、莱古勒、居尔日城、利涅罗勒、巴鲁瓦地区阿尔克、库普赖、库尔莱韦克、当瑟瓦尔。

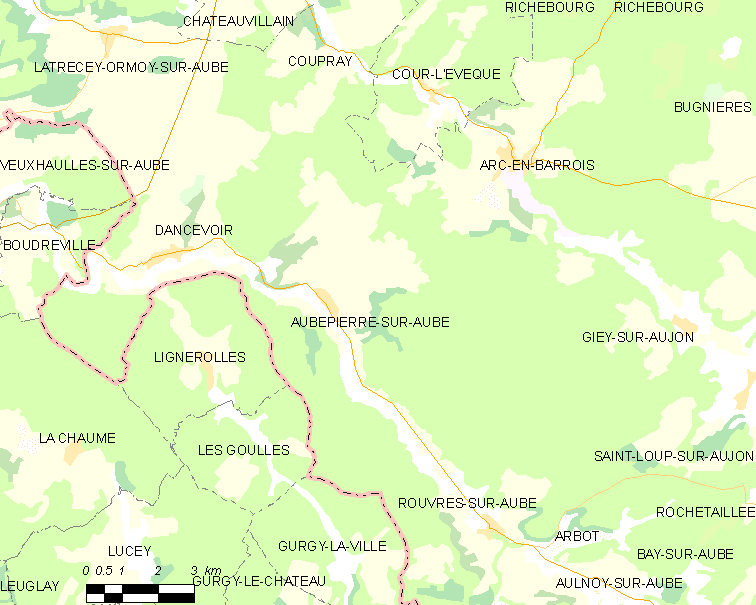
奥布河畔奥布皮埃尔的OSM定位图

奥布河畔奥布皮埃尔的时区为UTC+01:00、UTC+02:00（夏令时）。

## 行政
奥布河畔奥布皮埃尔的邮政编码为52210，INSEE市镇编码为52022。

## 政治
奥布河畔奥布皮埃尔所属的省级选区为沙托维兰县。

## 人口

1962-2008年间奥布河畔奥布皮埃尔人口变化图示

奥布河畔奥布皮埃尔于2022年1月1日时的人口数量为185人。